# Кејти Мајли
Кетрин Мишел „Кејти” Мајли (енгл. Catherine Michelle "Katie" Meili; Каролтон, 16. април 1991) америчка је пливачица чија примарна дисциплина је пливање прсним стилом, а такмичи се и у пливању слободним и мешовитим стилом.
Прве значајније успехе на међународној сцени остварила је на Панамеричким играма 2015. у Торонту када је освојила две златне (на 100 прсно и у штафети 4×100 мешовито) и једну сребрну медаљу (штафета 4×100 слободно). Годину дана касније успела је да на америчким трајалсима у Омахи обезбеди своје место у америчком олимпијском тиму за Летње олимпијске игре 2016. у Рио де Жанеиру. Мејли се у Рију такмичила у две дисциплине. У трци на 100 метара прсним стилом освојила је бронзану медаљу, док је као чланица штафете 4×100 мешовито освојила златну олимпијску медаљу (пливала је у квалификацијама, али не и у финалу).

## Лични рекорди
| Дисциплина       | Резултат | Место   | Датум            |
| ---------------- | -------- | ------- | ---------------- |
| 50 метара прсно  | 30.42    | Шарлот  | 15. мај 2016.    |
| 100 метара прсно | 1:05.64  | Торонто | 17. јул 2015.    |
| 200 метара прсно | 2:23.69  | Остин   | 15. јануар 2016. |